# Грожан, Франсуа Александр
Франсуа Александр Грожан (фр. François Alexandre Grosjean; 1747—1823) — французский военный деятель, полковник (1799 год), участник революционных и наполеоновских войн.

## Биография
Начал службу 16 апреля 1766 года в драгунском полку Шабо (с 1 января 1791 года – 3-й конно-егерский). Он был назначен бригадиром 16 сентября 1770 года, вахмистром - 11 июня 1773 года и аджюданом - 28 августа 1784 года.
В кампаниях 1792-93 годов сражался в рядах Северной армии. Стал лейтенантом 10 мая 1793 года, а 7 апреля 1794 года - капитаном. 15 ноября 1793 года возглавил эскадрон в своём полку, который стал частью Рейнской армии. 18 октября 1795 года, около Эренбрайтштайна, он разбил полк австрийских гусар Кайзера.
18 июня 1796 года, во время переправы через мост в Нойвиде, он полчаса с редчайшим бесстрашием поддерживал огонь из 7 пушек. Его решимость позволила пехоте занять позицию на правом берегу Рейна. 29 августа 1796 года у Бург-Эбербаха, имея только 2 эскадрона, атаковал сильную неприятельскую конницу, которая собиралась захватить французскую артиллерию. Этот подвиг принёс ему звание полковника прямо на поле боя, и должность командира 3-го конно-егерского.
В кампании 1805 года в Италии действовал в составе дивизии лёгкой кавалерии Эспаня. 17 июля 1806 года вышел в отставку. 11 мая 1808 года Император уполномочил его занять должность начальника отделения по конной выездке войск в королевстве Италии. В 1814 году вернулся во Францию и вышел на пенсию.

## Награды
Кавалер военного ордена Святого Людовика (23 мая 1792 года)
 Легионер ордена Почётного легиона (11 декабря 1803 года)
 Офицер ордена Почётного легиона (14 июня 1804 года)